# Pasquale Cicogna
 Pasquale Cicogna, född 1509, död 1595, var en venetiansk doge. Han var regerande doge av Venedig 1585–1595.